# 1258
1258 (MCCLVIII) a fost un an obișnuit al calendarului iulian.

## Evenimente
- 10 februarie: Forțele mongole ale lui Hulagu-han cuceresc Bagdadul; capitala califatului este arsă din temelii; se spune că 1.000.000 de oameni și-au pierdut viața; sfârșitul Califatului abbasid.
- 11 mai: Tratatul de la Corbeil între regele Ludovic al IX-lea al Franței și Iacob I al Aragonului; granița franco-aragoneză se fixează la sud de Corbières.
- 28 mai: Înțelegere la Paris între regele Ludovic al IX-lea al Franței și Henric al III-lea al Angliei.
- 24 iunie: Confruntare navală în fața Accrei: venețienii se dovedesc superiori genovezilor.
- 4 august: Pacea de la Sant'Ambrogio, între poporul și nobilii din Milano.

### Nedatate
- iunie: Răscoala baronilor, conduși de Simon de Montfort, împotriva regelui Henric al III-lea al Angliei.
- septembrie: Kublai-han atacă China de sud.
- Coreea se predă mongolilor.
- Llewellyn se autoproclamă prinț al galezilor.
- Se încheie domnia lui Koloman al II-lea Asan pe tronul țaratului bulgaro-român de la sud de Dunăre.

## Nașteri
- Osman I Ghazi, întemeietorul Imperiului Otoman în Bursa (d. 1326)

## Decese
- 20 februarie: Al-Musta'sim, ultimul calif abbasid din Bagdad (n. ?)
- 18 august: Theodor al II-lea Lascaris, împărat de Niceea (n. ?)
- Georgios Mousalon, regent în Imperiul de la Niceea (n. ?)
- Ugo de' Borgognoni, medic italian (n. 1180)

## Înscăunări
- 11 august: Manfred I de Hohenstaufen, rege în Sicilia și Neapole, încoronat la Palermo (1258 - 1266).
- 18 august: Ioan al IV-lea Laskaris, minor, împărat de Niceea (până în 1261); regenți: Georgios Mousalon și patriarhul de Constantinopol Arsenie Avtoreianos.
- Tran Ton, suveran al Vietnamului (până în 1293).